# Тарік Рамадан
Тарік Рамадан (араб. طارق رمضان, народився 26 серпня 1962, Женева) – швейцарський науковець, філософ і письменник. Професор сучасних ісламських досліджень на факультеті східних досліджень в коледжі св. Антонія в Оксфорді, також він викладає на факультеті теології в Оксфорді. Він є запрошеним професором на факультеті ісламських досліджень у Катарі, Університеті Мундіаполіс (Марокко) та кількох інших університетах світу. Він є також старшим науковим співробітником Університету Досіся (Японія). Він займає посаду директора Дослідного центру Ісламського законодавства і етики,  (Доха). Рамадан є членом групи радників Форін офісу Великої Британії з свободи релігії та віросповідання. У 2000 р. він був обраний журналом Time одним з семи релігійних новаторів ХХІ століття, у 2004 р. – одним з 100 найбільш впливових людей світу, а також журнал Foreign Policy обрав його одним зі 100 найбільш впливових мислителів у світі та глобальних мислителів у 2005, 2006, 2008-2010, 2012-2015 рр.

## Життя та кар’єра

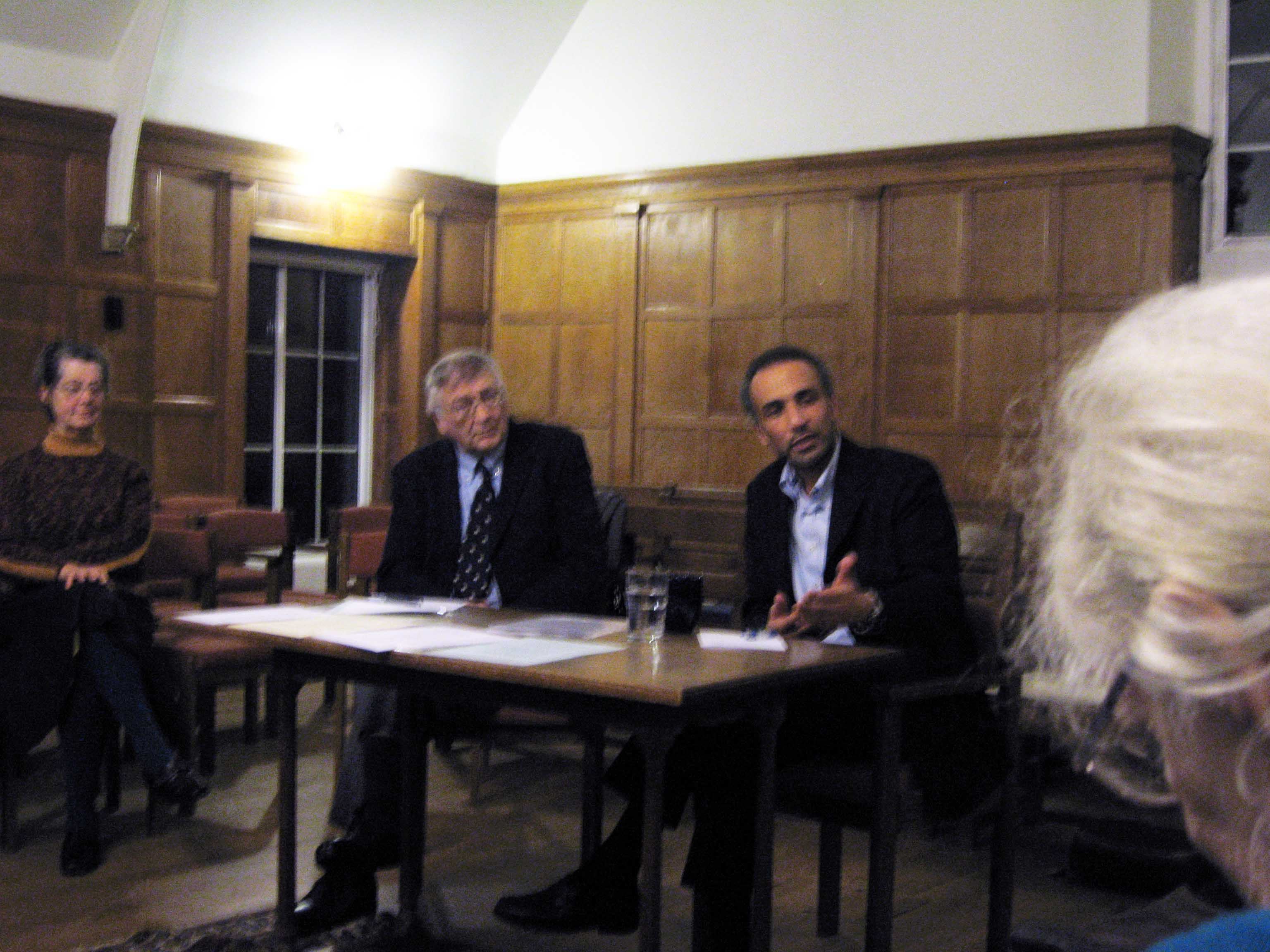
Тарік Рамадан (за столом справа) виступає в Лондоні.

Тарік Рамадан народився в Женеві (Швейцарія) 26 серпня 1962 року єгипетській мусульманській сім’ї. Син Саїда Рамадана та Вафи аль-Банни, старшої дочки Хасана аль-Банни, який в 1928 році заснував мусульманське братство в Єгипті. Гамаль аль-Банна, ліберальний мусульманський реформатор, — його двоюрідний дідусь. Його батько був видатною фігурою в мусульманському братстві, він був вигнаний Гамалєм Абдул Насером з Єгипту до Швейцарії, де і народився Тарік.
Тарік здобув магістра мистецтв із французької літератури та доктора філософії з арабських та ісламських досліджень в Університеті Женеви. Його докторська дисертація була присвячена Фрідріху Ніцше і називалась «Ніцше як історик філософії». Він отримав індивідуальне стажування в системі класичних ісламських стипендій від Університету Аль-Азгар та отримав диплом із семи дисциплін.
Він викладав в Коледжі де Сосюр (вища школа в Лансі, Швейцарія) та читав лекції з релігії та філософії в Університеті Фрібура з 1996 до 2003 рр. Він отримав звання професора Університету Нотр-Дам в США в 2004 р. перед тим, як його віза була анульована Патріотичним актом адміністрації Буша. В жовтні 2005 р. він почав викладати Коледжі святого Антонія (Оксфорд) як запрошений лектор. У 2005 р. він був старшим науковим співробітником у Фонді Локахі.
У 2007 р. він успішно подав свою кандидатуру на посаду професора ісламських досліджень в Університеті Лейдена, проте «передчасне оголошення» адміністрації університету про це призначення перед офіційною заявою поставило його в «незручне становище». У зв’язку з сімейними проблеми та іншими науковими проектами, над якими він працював, Рамадан відмовився від призначення. Також він був запрошеним професором з ідентичності та громадянства в Університеті Еразмуса Роттердам, до серпня 2009 року, коли влада міста Роттердам і Університет Еразмуса зняли його з його посад «радника з інтеграції» та професора, оскільки програма «Іслам та життя», яку він відвідав на Іранському Press TV, суперечила його обов’язкам в Роттердамі. Рамадан сказав, що цей крок був політично обумовленим та пов'язаний з ісламофобією. Суд Ротердаму та Гааги в 2012 р. у справі з громадянського права постановив, що Університет Еразмуса, так і влада Роттердаму, поспішно звільнила Рамадана і таким чином спричинила шкоду Рамадану та його репутації без вагомої причини.
На початку вересня 2009 р. Рамадан був призначений на посаду з сучасних ісламських досліджень в Оксфордському університеті.
Рамадан заснував Рух швейцарських мусульман (Mouvement des Musulmans Suisses), які брали участь в різноманітних міжрелігійних семінарах. Він був радником ЄС з релігійних питань та консультував комісію ЄС «Іслам та секуляризм». В серпні 2005 р. його запросили приєднатись до оперативної групи парламенту Великої Британії. Рамадан також заснував Європейську мусульманську мережу, що зібрала інтелектуалів та активістів європейських мусульман.

### Викладацька кар’єра в Оксфорді
Тарік Рамадан почав викладати в Оксфордському університеті в 2005 р. після заборони держдепартаменту США та прийняття на посаду професора сучасних ісламських досліджень в Коледжі св. Антонія (Оксфорд) в 2009 р.
Починаючи з 2009 р. Тарік Рамадан був персоною нон ґрата в Тунісі, Єгипті, Саудівській Аравії, Лівії та Сирії. Сам він пов’язував це зі своєю критикою їх «недемократичних режимів». Також він став персоною нон ґрата в Ізраїлі.

### Анулювання візи США та наступний підйом
У лютому 2004 року Тарік Рамадан був прийнятий на посаду професора релігії, конфліктів та будування миру з безстроковим контрактом у Інституті досліджень міжнародного миру імені Джоан Крок в Університеті Нотр-Дам. Йому дали візу H-1B 5 травня, але 28 липня його віза була анульована державним департаментом. У серпня 2004 речник іммігрантською і митної поліції США процитував «запобіжну міру ідеологічного виключення» з Патріотичного акту США як основу для анулювання візи Рамадана. У жовтні Університет Нотр-Дам подав петицію на захист Рамадана. Не дочекавшись відповіді до листопада, Рамадан відмовився від посади в університеті.
У вересні 2005 року Рамадан подав документи на візу В для участі в заходах спільно з різними організаціями. Уряд не дав відповіді стосовно надання візи, тому 25 січня 2006 р. Американська спілка захисту громадянських свобод (ACLU) та Нью-Йоркська спілка захисту громадянських свобод (NYCLU) від імені Американської академії релігії, Американської асоціації професорів університетів та Американського ПЕН-центру – три групи, які планували зустрітись з Рамаданом у США – подали у суд на уряд США за анулювання візи Рамадана через «ідеологічне виключення», стверджуючи, що таке рішення було порушенням прав цих трьох груп. Через два місяці, не дочекавшись рішення, позивачі подали клопотання про попередню судову заборону. Згідно з судовою забороною, Районний суд Південного району Нью-Йорку США 23 липня 2006 р. постановив уряду ухвалити рішення стосовно візи типу В для Рамадана протягом 90 днів.
19 вересня 2006 року уряд формально відмовив Рамадану в наданні візи. Державний департамент заявив: 
|  | Співробітник консульства США відмовив доктору Таріку Рамадану в наданні візи. Неприпустимість надання візи Т. Рамадану пов’язана виключно з його діями, зокрема з наданнїямі матеріальної допомоги терористичним організаціям. |

У період між листопадом 1998 р. та липнем 2002 р. Рамадан пожертвував загалом 940 тис. дол. двом благодійним організаціям: Комітету благодійності та допомоги палестинцям (Committee for Charity and Support for the Palestinians (CBSP)) та Асоціації допомоги палестинцям (Association de Secours Palestinien (ASP)). Міністерство фінансів США визнало ці організації терористичними за їх зв’язки з організацією Хамас 22 серпня 2003 р. Посольство США заявило, що Рамадан «повинен був знати», що благодійні фонди передають гроші в Хамас. У статті для The Washington Post Рамадан запитав: 
|  | Як я повинен був знати про їх діяльність ще до того, як про це дізнався уряд США? |

2 лютого 2007 р. ACLU та NYCLU внесли зміни у їх скаргу, наполягаючи, що пояснення уряду стосовно відмови у наданні візи Рамадану не було «законним та справедливим», а ідеологічне виключення Патріотичного акту є порушенням першої та п’ятої поправки. Вони також говорили, що відмова у візі є порушенням прав тих, хто хотів його послухати. У рішенні від 20 листопада 2007 р. районний суддя Пауль Кротті постановив, що підстави, використані урядом для відмови у наданні візи Рамадану, були «законними та справедливими», та підкреслив, що суд «не має права відмінити консульське рішення уряду».
У січні 2008 року ACLU оскаржили рішення Кротті. Джаміль Джаффер (директор національного проекту з безпеки ACLU та головний адвокат у цій справі) сказав:
|  | Непостійна позиція уряду лише підкреслює, чому змістовний юридичний розгляд справи є надзвичайно важливим. Через справу Рамадана й багатьох інших уряд використовує закони імміграції для таврування та виключення їх критики, для цензури і контролю ідей, які американці можуть чути. Цензура такого типу повністю суперечить основним принципам відкритого суспільства. |

Рамадан у свою чергу підкреслив:
|  | Дії уряду США у моєму випадку, з моєї точки зору, є деспотичними та недалекоглядними. Але я вдячний за ту підтримку, яку я отримав від звичайних американців, громадських груп та особливо від науковців, академічних організацій та ACLU. Мене підбадьорюють дискусії в США про те, що сталось з нашими країнами та ідеями протягом останніх шести років. І я надіюсь, що матиму змогу приїхати в країну, щоб взяти участь у дебатах і збагатитись шляхом діалогу. |

17 липня 2009 р. федеральний апеляційний суд США змінив рішення нижчого районного суду. Апеляційний суд  другого округу США з трьома суддями (Jon O. Newman, Wilfred Feinberg and Reena Raggi) постановив, що суд має «юрисдикцію розглядати позов, окрім доктрини консульського абсолютизму». Вони наполягали, що закон зобов’язує уряд «пред’явити Рамадану заяву проти нього й надати йому можливість продемонструвати чіткі та переконливі докази того, що він не знав та справді не міг знати про те, що отримувач його коштів є терористичною організацією».
Судове засідання дійшло висновку, що «не встановлено, що співробітник консульства, який відмовив Рамадану в наданні візи, пред’явив Рамадану звинувачення у тому, що він надавав матеріальну допомогу терористичним організаціям, і таким чином відкинув реальну можливість уникнути анулювання візи через «матеріальну допомогу» у зв’язку з тим, що він «може продемонструвати чіткі та переконливі докази того, що він не знав та справді не міг знати про те, що отримувач його коштів є терористичною організацією». Окрім того, засідання погодилось з позивачами у тому, що їх права також були порушені. Засідання передало справу до нижчого суду, щоб встановити, чи співробітник консульства пред’явив Рамадану «звинувачення у тому, що він знав, що ASP фінансує Хамас, і надавав реальну можливість продемонструвати чіткі та переконливі докази того, що він не знав та справді не міг знати про це».
У зв’язку з рішенням Рамадан заявив: 
|  | Я дуже задоволений рішенням суду. Я прагну подискутувати з американцями, що є першочерговим для академічних обмінів та ключовим для поєднання культурних відмінностей. |

Мелісса Гудман, штатний адвокат у національному проекті з безпеки ACLU, сказала: 
|  | Беручи до уваги сьогоднішнє рішення, ми сподіваємось, що президент Обама негайно поставить крапку в виключенні Рамадана. Ми також закликаємо нову адміністрацію переглянути виключення інших науковців, письменників та митців, яким був заборонений в’їзд до країни адміністрацією Буша через ідеологічні причини. |

20 січня 2008 р. після більше ніж 5 років очікування, американський державний департамент ухвалив рішення, у документі підписаному Гілларі Клінтон, зняти заборону на в’їзд у США з Т.Рамадана (а також з Адама Хабіба з ПАР). У зв'язку зі скасуванням заборони Рамадан сказав: 
|  | Після шести років слідства, наказ секретаря Клінтон підтвердив те, що я знову і знову стверджував, починаючи від першого дня: перше звинувачення у зв’язках з терористами (потім припинені), потім у пожертвуванні грошей до груп солідарності палестинців, були нічим більше, ніж спробою заборонити мені критично висловлюватись про політику американського уряду на американській землі. Рішення поставило крапку темному періоду в американській політиці, який у цілях безпеки звертався до блокування критичних дебатів через політику виключення та безпідставних заяв. |

8 травня 2010 р. Рамадан виступав на пленарній дискусії в Великому залі Cooper Union у місті Нью Йорк, це була його перша публічна поява з того часу, як державний департамент заборонив йому в’їзд. Група обговорювала час, який повинен пройти, щоб західні народи пристосувались до їх мусульманського населення.

### Мавританська заборона
16 липня 2016 року Рамадану заборонили в’їзд у Мавританію у Міжнародному аеропорту Нуакшота. Він був запрошений прочитати лекцію в цій країні. Він стверджував, що рішення «прийшло прямо від президента». Місцева поліція підтвердила, що він «був вигнаний». Це був восьмий раз, коли мусульманська країна забороняла йому в’їзд.

## Погляди
Рамадан працює над ісламського теологією та становищем мусульман на Заході та в мусульманських країнах. Загалом, він надавав перевагу тлумаченню Корану над звичайним читанням тексту для кращого розуміння його смислу та виконання догматів ісламської філософії. Говорячи про себе, Рамадан використовував словосполучення «салафітський реформатор» для ілюстрації своєї позиції.
Він відкидає бінарний розподіл світу на Дар аль-іслам (місце перебування ісламу) та Дар аль-гарб (місце перебування війни), оскільки даний розподіл не наводиться в Корані. Він також був відомий своїм цитуванням Дар аль-Дават (місце проповідування).
Для нього «Ісламське послання», за яким мусульмани повинні нести свідчення, не є партикуляризмом, соціально консервативним кодом для традиційних юристів, але й обов’язком універсалізму та блага для немусульман, це також не лише забезпечення потреб немусульманських спільнот, а й вираження солідарності з ними.
Рамадан висловлював свою опозиційну думку стосовно усіх форм державного покарання і вважав, що мусульманський світ повинен викорінити такі закони без жодного тиску Заходу, оскільки він лише відчужує мусульман та навпаки посилює позиції тих, хто підтримує покарання хадд: 
|  | Мусульманське населення переконує себе в ісламському характері цих практик через відчуження Заходу, базуючись на примітивній аргументації, яка твердить «менш західне, більш ісламське» |

.
Він засуджував бомбардування смертників та насилля як тактику. Також він стверджував, що тероризм ніколи не може бути виправданий, навіть якщо він може бути зрозумілим. 
Як і більшість ісламознавців, він розглядає хіджаб як припис ісламу, але він говорить, що примушувати жінку одягати хустину суперечить ісламу. Він також говорить, що примушувати жінку знімати її хустину є порушенням прав людини. 
Рамадан писав, що відповідь мусульман на промову про іслам папи Бенедикта XVI була невідповідною, і здійснена за сприяння реакційних ісламських режимів з метою відволікти їх населення. Такі явища не покращують становище ісламу в світі.
Рамадан написав статтю «Критика (нових) інтелектуальних спільнот» ("Critique des (nouveaux) intellectuels communautaires"), яку французькі газети Le Monde та Le Figaro відмовились публікувати. На Oumma.com її зрештою опублікували. У статті він критикує багатьох французьких інтелектуалів та діячів, зокрема Alexandre Adler, Alain Finkielkraut, Bernard-Henri Lévy, André Glucksmann та Bernard Kouchner за нібито відмову від універсальних прав людини та особливого ставлення до захисту Ізраїлю. Рамадан був звинувачений у відповідь за використання запальної мови. Основний зміст ессе також був гостро розкритикований.

## Дебати
На французькому телебаченні в 2003 р. на дебатах з Ніколасом Саркозі останній звинуватив Рамадана у захисті покарання адюльтерів камінням, яке здійснюється на основі ісламського карного кодексу – хадд. Рамадан відповів, що Саркозі був неправий. Він сказав, що проти тілесних покарань, кидання камінням та смертної кари, він підтримує мораторій на ці практики для відкриття дебатів між ісламознавцями в мусульманських країнах. Багато людей, включаючи Саркозі, були шоковані. Пізніше Рамадан відстоював свою точку зору, аргументуючи тим, що оскільки дана тема включає релігійні тексти, які мусульмани сприймають серйозно, закон потрібно розуміти правильно і контекстуалізувати. Рамадан сперечався, що звичайний акт «засудження» не змінить нічого, але з мораторієм, це може відкрити  шлях для подальших дебатів. Він вважає, що лише такі дебати можуть призвести до анулювання цих правил.

## Критичне сприйняття
Деякі науковці сприймали його роботи з ентузіазмом, підкреслюючи тенденції лібералізму та раціоналізації.

### Похвала
Пауль Доннеллі в онлайн журналі Salon.com запитав риторично: «Тарік Рамадан: мусульманський Мартін Лютер?». Так само, стаття на ліберальному «The American Prospect» хвалила Рамадана та його роботу особливо за те, що «всі праці складаються з стійкого та твердого нападу на мусульманську замкнутість, самовпевненість та схильність скаржитись на долю».

### Критика
У книзі, виданій «Encounter Books», Кароліна Фоурест наголошує, що вона проаналізувала 15 книг, 1500 сторінок інтерв’ю та приблизно 100 записів, та зробила висновок: «Тарік Рамадан – військовий лідер» та «політичний наступник свого дідуся», Хасана аль-Банна, оскільки його промови часто є лише підготовкою до промов Банни початку ХХ ст. в Єгипті, а також він представляє [аль-Банну] як приклад для наслідування. Вона доводить, що «Тарік Рамадан є слизьким. Він говорить одне своїм вірним мусульманським послідовникам та інше – своїй західній аудиторії. Його підбір слів, використані формулювання, навіть інтонація – різноманітні, хамелеоноподібні, й відповідають його аудиторії. Тарік Рамадан відповів, що книга Кароліни Фоурест містить багато неточностей та неправдиві фактами.
Цитували фразу колишнього голову Французької антирасистської організації «SOS Racisme», Malek Boutih, яку він сказав про Рамадана: «Пане Рамадан, ви – фашист». У інтерв’ю для Europe 1 Malek Boutih також порівняв Рамадана з «малим Ле Пен», у іншому інтерв’ю він звинуватив його в деяких перетинах з расизмом і антисемітизмом, і таким чином не повноцінну належність до руху альтергрлобалізму (альтернативного глобалізму). Bertrand Delanoë, мер Парижу, не допустив Рамадана до участі у Європейському соціальному форумі, оскільки навіть «невелика підозра в антисемітизмі» не може бути допустимою. Спілкуючись з паризьким тижневиком Marianne, Fadela Amara (президент французького феміністичного руху «Ni Putes Ni Soumises»), Aurélie Filippetti (муніципальний радник Зелених у Парижі), Patrick Klugman (лідер Представницької Ради Єврейських інститутів Франції) та Dominique Sopo (голова «SOS Racisme») звинуватили Рамадана у викривленні руху альтер-глобалізму у бік «радикалізму та антисемітизму». Єгипетський інтелектуал Tarek Heggy  також звинуватив Рамадана у тому, що він говорить різне для різних аудиторій. Інша критика полягала в тому, що ессе, що атакували французьких інтелектуалів, були антисемітськими, а також в тому, що Рамадан намагався надати раціональне пояснення актам тероризму, зокрема як у випадку Мухаммеда Мера.
Olivier Guitta, яка пише для The Weekly Standard, схвалила рішення США про відмову у візі Рамадану через імовірні зв’язки з терористичними організаціями, та заявляла, що його батько скоріш за все був автором «проекту, дорожньої карти для встановлення ісламським режимів на Заході через пропаганду, проповідування та, якщо необхідно, війну». Guitta також критикувала Рамадана за його кампанію проти показу спектаклю Вольтера «Магомет» у Женеві. Також Данієль Пайпс підтримав анулювання візи Рамадана через імовірні зв’язки з ісламськими терористами. Стаття в «National Review» критикувала подвійні стандарти візових обмежень для Рамадана, але не для Іссама Абу Ісси, який був оголошений поза законом адміністрацією Буша за те, що він був інформатором проти корупції Палестинської влади.

### Відповідь на критику
Рамадан заперечував контакти з терористами чи іншими ісламськими фундаменталістами та звинувачення в антисемітизмі та подвійності висловлювань. Він говорив: «Мене часто звинувачували в цьому «подвійному смислі» й для тих, хто казав це, я відповів – принесіть докази. Я достатньо конкретний у своїх висловлюваннях.  Проблема в тому, що багато людей не хочуть чути це, особливо в медіа. Більшість історій про мене є повною нісенітницею: журналісти просто повторюють чорну пропаганду з інтернету без жодного підтвердження, це просто підтверджує, що вони хочуть вірити. Слова використовуються поза контекстом. Це подвійність висловлювань, так, але це також і подвійність почутого. Це те, що я хочу піддати сумніву. У відповідь на критику його відповіді про події 11 вересня, Рамадан сказав, що через 2 дні після атаки він опублікував відкритий лист, який закликає мусульман засуджувати атаку та атакуючих, та не «ховатись за конспіративними теоріями», і через менш ніж 2 тижні після атаки він заявив, що «імовірність [вини бен Ладена] є великою, але деякі питання залишаються без відповіді. Проте ким би вони не були, бен Ладен чи інші, необхідно знайти їх та судити», і це інтерв’ю було зроблене до того, як будь-які докази стали доступними широкому загалу.

### Суспільне сприйняття
У вільному інтернет-голосуванні журналу «Foreign Policy» Рамадан потрапив у список топ-100 глобальних мислителів у 2008, 2009, 2010 та 2012 рр.

## Нагороди і номінації
В січні 2014 року Рамадан був номінований на титул релігійного адвоката року нагород британських мусульман (British Muslim Awards).

### Книги, видані французькою
- (1994, augmented in 1998) Les musulmans dans la laïcité : responsabilités et droits des musulmans dans les sociétés occidentales. Lyon: Tawhid. ISBN 978-2-90-908737-5
- (1995) Islam, le face à face des civilisations : quel projet pour quelle modernité ?. Lyon: Tawhid. ISBN 978-2-90-908731-3
- (1998) Aux sources du renouveau musulmans : d'al-Afghānī à Ḥassan al-Bannā un siècle de réformisme islamique. Paris: Bayard Éditions/Centurion. ISBN 978-2-22-736314-4
- (1999) Peut-on vivre avec l'islam (with Jacques Neirynck). Lausanne: Favre. ISBN 978-2-82-890626-9
- (1999) Être musulman européen : étude des sources islamiques à la lumière du contexte européen (with Claude Dabbak). Lyon: Tawhid. ISBN 978-2-90-908743-6
- (2000) L'islam et les musulmans, grandeur et décadence : dans le quotidien de nos vies. Beirut: Éditions Al-Bouraq. ISBN 978-2-84-161008-2
- (2000) L'Islam en questions (with Alain Gresh). Paris: Sindbad: Actes Sud. ISBN 978-2-74-272916-6
- (2001) Entre l'homme et son cœur. Lyon: Tawhid. 978-2-90-908767-2
- (2001) Le face à face des civilisations : quel projet pour quelle modernité. Lyon: Tawhid. ISBN 978-2-90-908758-0
- (2002) De l'islam. Lyon: Tawhid. ISBN 978-2-90-908780-1
- (2002) Jihād, violence, guerre et paix en islam. Lyon: Tawhid. ISBN 978-2-90-908784-9
- (2002) Dār ash-shahāda : l'Occident, espace du témoignage. Lyon: Tawhid. ISBN 978-2-90-908783-2
- (2002) Musulmans d'occident : construire et contribuer. Lyon: Tawhid. ISBN 978-2-90-908781-8
- (2002) La foi, la voie et la résistance. Lyon: Tawhid. ISBN 978-2-90-908782-5
- (2003) Le saint Coran, chapitre ʿAmma : avec la traduction en langue française du sens de ses versets. Lyon: Tawhid. ISBN 978-2-84-862003-9
- (2003) Arabes et musulmans face à la mondialisation : le défi du pluralisme. Lyon: Tawhid. ISBN 978-2-84-862017-6
- (2003) Les musulmans d'Occident et l'avenir de l'islam. Paris: Sindbad: Actes Sud. ISBN 978-2-74-274005-5
- (2005) Faut-il faire taire Tariq Ramadan ? : suivi d'un entretien avec Tariq Ramadan (wiyh Aziz Zemouri). Paris: L'Archipel. ISBN 978-2-84-187647-1
- (2006) Muhammad vie du prophète : les enseignements spirituels et contemporains. Paris: Presses du Châtelet. ISBN 978-2-84-592201-3
- (2008) Un chemin, une vision : être les sujets de notre histoire. Lyon: Tawhid. ISBN 978-2-84-862149-4
- (2008) Face à nos peurs : le choix de la confiance. Lyon: Tawhid. ISBN 978-2-84-862148-7
- (2008) Quelques lettres du cœur. Lyon: Tawhid. ISBN 978-2-84-862147-0
- (2008) Faut-il avoir peur des religions ? (with Élie Barnavi and Jean-Michel Di Falco Léandri). Paris: Éditions Mordicus. ISBN 978-2-75-570403-7
- (2008) Islam, la réforme radicale : éthique et libération. Paris: Presses du Châtelet. ISBN 978-2-84-592266-2
- (2009) Mon intime conviction. Paris: Presses du Châtelet. ISBN 978-2-84-592290-7
- (2009) L'autre en nous : pour une philosophie du pluralisme : essai. Paris: Presses du Châtelet. ISBN 978-2-84-592282-2
- (2011) L'islam et le réveil arabe. Paris: Presses du Châtelet. ISBN 978-2-84-592329-4
- (2014) Au péril des idées : les grandes questions de notre temps (with Edgar Morin). Paris: Presses du Châtelet. ISBN 978-2-84-592551-9
- (2014) De l'Islam et des musulmans : réflexions sur l'Homme, la réforme, la guerre et l'Occident. Paris: Presses du Châtelet. ISBN 978-2-84-592417-8
- (2015) Introduction à l'éthique islamique : les sources juridiques, philosophiques, mystiques et les questions contemporaines. Paris: Presses du Châtelet. ISBN 978-2-84-592607-3

### Книги, видані англійською
- (1999) To Be a European Muslim: a Study of Islamic Sources in the European Context. Leicester, UK: Islamic Foundation. ISBN 978-0-86-037300-1
- (1999) Muslims in France : the way towards coexistence. Markfield, Leicester, U.K.: Islamic Foundation. ISBN 978-0-86-037299-8
- (2001) Islam, the West and the Challenges of Modernity (with Saïd Amghar). Leicester, UK: Islamic Foundation. ISBN 978-0-86-037311-7
- (2004) Globalisation : Muslim resistances (multilingual: EN, FR, DE, IT, SP). Lyon: Tawhid. ISBN 978-2-84-862016-9
- (2004) Western Muslims and the Future of Islam. Oxford; New York: Oxford University Press. ISBN 978-0-19-803820-7
- (2007) In the Footsteps of the Prophet: Lessons from the Life of Muhammad. New York, NY: Oxford University Press. ISBN 978-0-19-530880-8
- (2007) The Messenger: the Meanings of the Life of Muhammad. London: Allen Lane. ISBN 978-0-71-399960-0 ISBN 978-1-84-614025-9
- (2008) Radical Reform : Islamic Ethics and Liberation. Oxford; New York: Oxford University Press. ISBN 978-0-19-533171-4
- (2009) What I Believe. New York: Oxford University Press. ISBN 978-0-19-538785-8
- (2010) The Quest for Meaning: Developing a Philosophy of Pluralism. London: Allen Lane. ISBN 978-1-84-614152-2 ISBN 978-1-84-614151-5
- (2011) On Super-Diversity (multilingual: EN, NL, AR). Rotterdam: Witte de With Publishers; Berlin: Sternberg Press. ISBN 978-1-93-410577-1
- (2012) Islam and the Arab Awakening. Oxford; New York: Oxford University Press. ISBN 978-0-19-993373-0
- (2012) The Arab Awakening: Islam and the New Middle East. London: Allen Lane. ISBN 978-1-84-614650-3